# 5304 Bazhenov
5304 Bazhenov è un asteroide della fascia principale del diametro medio di circa 18,2 km. Scoperto nel 1978, presenta un'orbita caratterizzata da un semiasse maggiore pari a 2,9838461 UA e da un'eccentricità di 0,0701674, inclinata di 8,96283° rispetto all'eclittica.